# Stomachetosella limbata
Stomachetosella limbata är en mossdjursart som först beskrevs av Lorenz 1886.  Stomachetosella limbata ingår i släktet Stomachetosella och familjen Stomachetosellidae. Inga underarter finns listade i Catalogue of Life.